# Thomas Hering (Politiker)

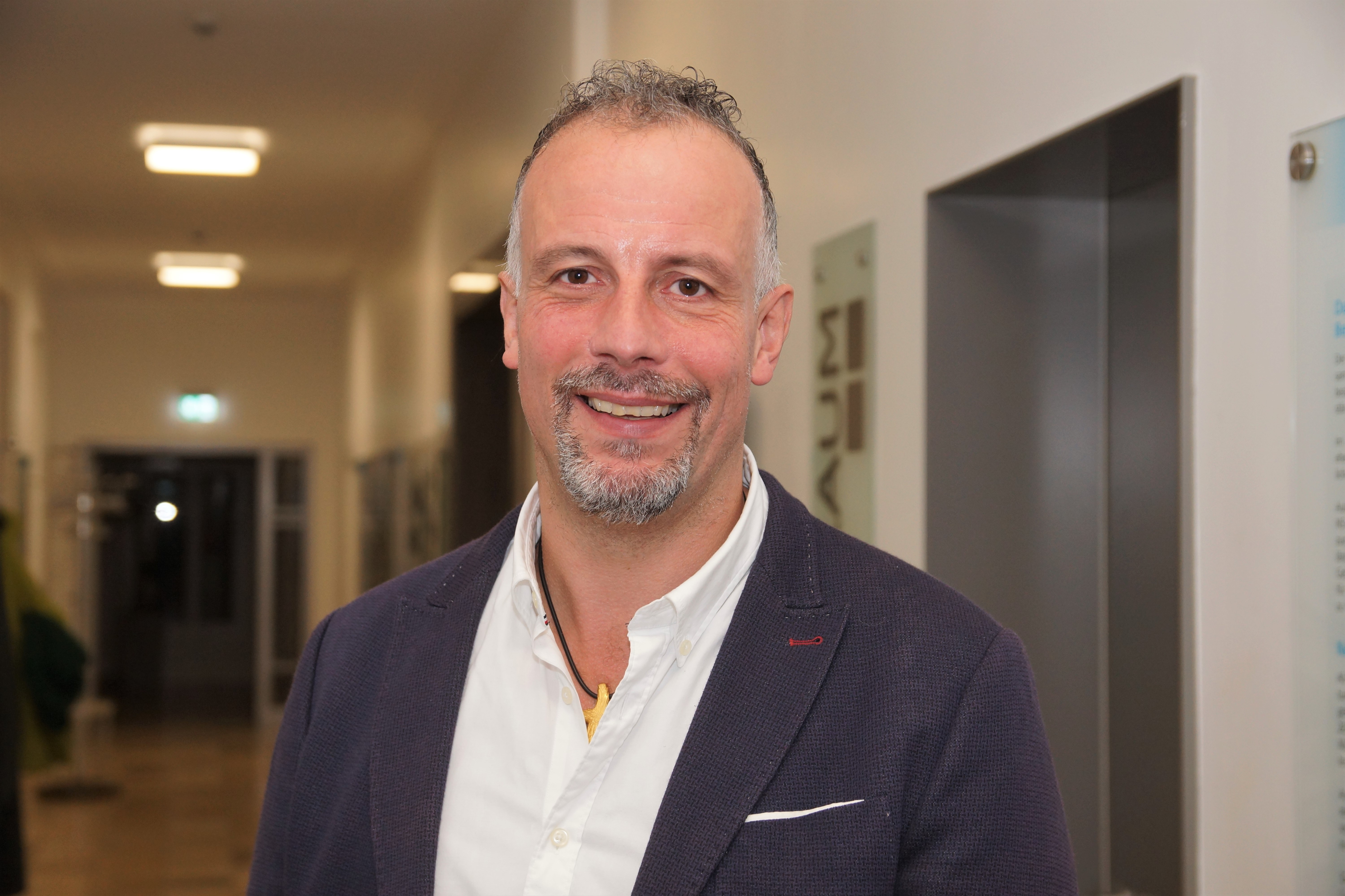
Thomas Hering am Wahlabend 2018

Thomas Hering (* 24. September 1971 in Fulda) ist ein deutscher Polizist und Politiker der Christlich-Demokratischen Union (CDU).

## Leben
Hering ist seit 1994 als Polizeivollzugsbeamter in Hessen tätig. Er ist Mitglied im Stadtrat von Fulda für die CDU. Bei der Landtagswahl 2018 kandidierte er als Direktkandidat der CDU im Wahlkreis Fulda I. Hering zog als Direktkandidat als Abgeordneter in den hessischen Landtag ein.
Bei der Wahl zum 21. hessischen Landtag am 8. Oktober 2023 gewann Hering erneut das Direktmandat, mit 45,8 % der Erststimmen, und zog somit erneut in den Hessischen Landtag ein.
Hering ist verheiratet und hat drei Kinder.